# ريكوه 5إيه22
ريكوه 5إيه22 (بالإنجليزية: Ricoh 5A22)‏ هو معالج دقيق قام بإنتاجه ريكو [Ricoh] من أجل نظام ألعاب الفيديو سوبر نينتندو إنترتينمنت سيستم. ويبنى 5A22 حول 16-bit CMD/GTE 65c81، وهو في حد ذاته نسخة من معالج [WDC 65C816] (المستخدم في الحاسب الشخصي [Apple IIGS]).
وكل المعالجات المذكورة أعلاه مبنية على مجموعة معالجات [MOS Technology 6502].

## السمات الرئيسية

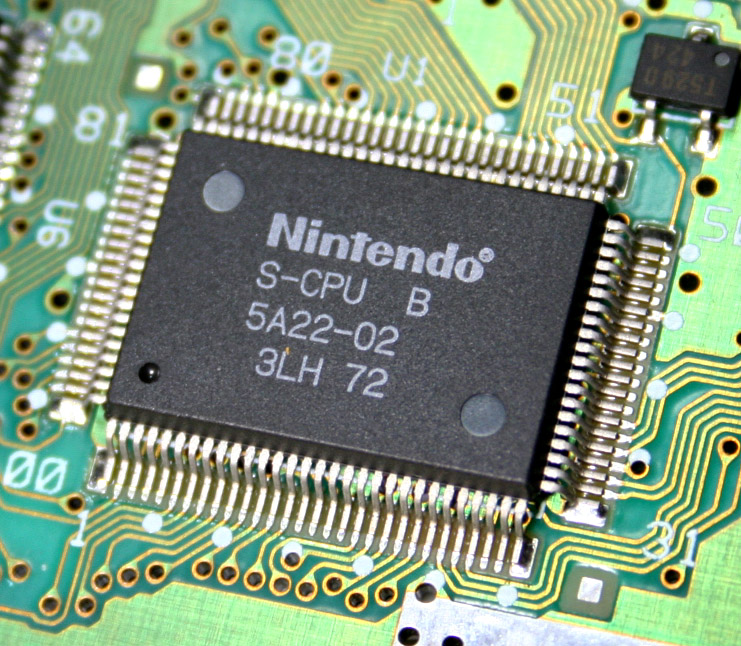
Ricoh 5A22

علاوة على 65C816 CPU core، فإن 5A22 يحتوي على مكونات دعم تشمل:
- دوائر وصلة بينية لمنفذ التحكم، بما في ذلك الدخول [التسلسلي] و[المتوازي] لبيانات جهاز التحكم.
- منفذ إدخال/إخراج متوازي 8 بت، والذي كان غير مستخدما كثيرا في نظام ألعاب الفيديو
- مجموعة دوائر كهربية لتوليد [مقاطعة قابلة للإخفاء] على V-blank
- مجموعة دوائر كهربية لتوليد طلب مقاطعة على مراكز محسوبة على الشاشة
- وحدة [الدخول المباشر إلي الذاكرة]، الذي يدعم نمطين رئيسيين:
  - دخول مباشر عام إلي الذاكرة، من لمنع التحويلات بمعدل 2.68 ميجا بايت
  - دخول مباشر إلي الذاكرة بالنسبة ل [H-blank]، من أجل تحويل مجموعات من البيانات صغيرة من البيانات في نهاية كل scanline [خارج فترة العرض النشطة]
- قيود ضرب وقسمة
- [موصلا عناوين] يقودان ناقلات بيانات 8-bit: ناقل أ 24 بت " من أجل الدخول العام، و " ناقل ب " 8 بت من أجل [قيود] وحدة الطاقة المساعدة APU ووحدة معالجة الطاقة PPU

## الأداء
إن وحدة المعالجة المركزية بشكل عام تستخدم ناقلات النظام متغيرة السرعة، مع أوقات وصول الناقل التي تتحدد عن طريق موقع الذاكرة الذي تم دخوله. فيسير الناقل بمعدل 3.58 ميجا هرتز في دوريات عدم الدخول وعند الوصول إلي الناقل ب ومعظم القيود الداخلية، وحتى بمعدل 2.68 أو 3.58 ميجا هرتز عند الوصول إلي الناقل أ. وهو يسير بمعدل 1.79 ميجا هرتز فقط عند الوصول إلي منفذ التحكم في قيود الدخول التسلسلي. وهو ينجح عند 1.5 [تعليمات بالثانية] MIPS وله ذروة نظرية عند 1.79 مليون 16 بت في الثانية.